# Wesenbergi csata (1268)
A wesenbergi csata vagy más néven rakovori vagy rakverei csata (oroszul: Раковорская битва) az észtországi Rakvere mellett zajlott le a Kardlovagok rendjével közösen harcoló dán sereg és a novgorodi és pszkovi orosz hadak között 1268-ban. A csata orosz győzelemmel ért véget. Ezzel az oroszok végleg leállították a kelet felé irányuló német–dán expanziót.

## A csata előzményei
A németek és dánok uralta Livóniában, mely a mai Észtországot és Lettországot foglalta magába, 1259-ben litván támogatással óriási felkelés robbant ki. A litvánok és a lettek Durbennél jelentős vereséget mértek a Német Lovagrend és a kardtestvérek seregére. De az állandó külhoni (skandináv és német) keresztes hadak érkezésével a lovagrendek kilábaltak a káoszból és még háborút folytattak a szomszédos orosz fejedelmeségek ellen.

A novgorodi Perejaszlavi Dimitrij és a litván származású Daumantas pszkovi fejedelem közös támadást intézett a dánok ellen Észak-Észtföldön. A dánok, akik az észtekkel is harcban álltak, a kardtestvérektől kértek segítséget.

## A csata lefolyása
Rakvere mellett egy 9000 fős dán és német lovagi sereg észt segédhadakkal kiegészülve csatába szállt a 30 ezer fős novgorodi–pszkovi sereggel, mely döntő részben gyalogságból állt. A lovagok a hagyományos ék alakú csatarendet alkalmazták, míg az oroszok az ún. vasék nevű gyalogosállást. A frontális dán–német támadás azonban beleszaladt a szétnyílt orosz sorok réseibe, amelyek bezárultak a támadók mögött. Mintha csak a jégcsata ismétlődött volna meg. A keresztesek vereséget szenvedtek.

## Következményei
Az Alekszandr Jaroszlavics „Nyevszkij” győzelme óta eltelt időszakban a dánok és a németek sokáig nem tettek le az oroszországi terjeszkedésről. Most három évtizedre megállt expanziójuk, de ezzel a vereséggel a dánok észtországi hatalma is elindult a hanyatlás útján, míg a Német Lovagrendé erősödött Livóniában és 1346-ra megszerezte a dánok észt területeit is.

## Fordítás
- Ez a szócikk részben vagy egészben  a   Battle of Wesenberg (1268) című angol Wikipédia-szócikk fordításán alapul.  Az eredeti cikk szerkesztőit annak laptörténete sorolja fel. Ez a jelzés csupán a megfogalmazás eredetét és a szerzői jogokat jelzi, nem szolgál a cikkben szereplő információk forrásmegjelöléseként.